# Lopidea bonanza
Lopidea bonanza är en insektsart som beskrevs av Asquith 1991. Lopidea bonanza ingår i släktet Lopidea och familjen ängsskinnbaggar. Inga underarter finns listade i Catalogue of Life.